# Titanus 1904
Titanus 1904  è un documentario del 2024 diretto da Giuseppe Rossi, che racconta la storia della Titanus, la più antica casa di produzione cinematografica italiana, realizzato in occasione dell'anniversario dei 120 anni.

## Trama
La Titanus fu fondata a Napoli nel 1904 da Gustavo Lombardo, originariamente con il nome di Lombardo Film. Negli anni '30 con l'arrivo del sonoro la produzione si trasferì a Roma e rinacque con il nome Titanus. La Titanus nel corso di oltre un secolo ha scoperto e lanciato attori del calibro di Totò e Sophia Loren, registi come Giuseppe Tornatore e Dario Argento, e realizzato film indimenticabili come Il Gattopardo, Rocco e i suoi fratelli e La Ciociara.

## Distribuzione
Il documentario è stato presentato in anteprima mondiale il 19 ottobre 2024 alla Festa del Cinema di Roma nella sezione Storia del Cinema; inoltre, presso l'Auditorium Parco della Musica, dove si è svolta l'anteprima, è stata allestita una mostra con le locandine dei film più celebri della Titanus. Successivamente, il 20 novembre, il documentario è il film d'apertura del Galà Cinema Fiction a Napoli e al presidente della Titanus Guido Lombardo è stato conferito un premio speciale. Nel dicembre dello stesso anno viene inserito nella selezione ufficiale del Capri Hollywood International Film Festival, evento che si svolge sull'isola di Capri. A gennaio 2025 è incluso anche nel programma del Sorrento Film & Food Festival. L'anteprima internazionale ha avuto luogo il 1º marzo al TCL Chinese Theatre di Hollywood, come film di chiusura del Los Angeles Italia Film Festival.